# Antonio Loprieno

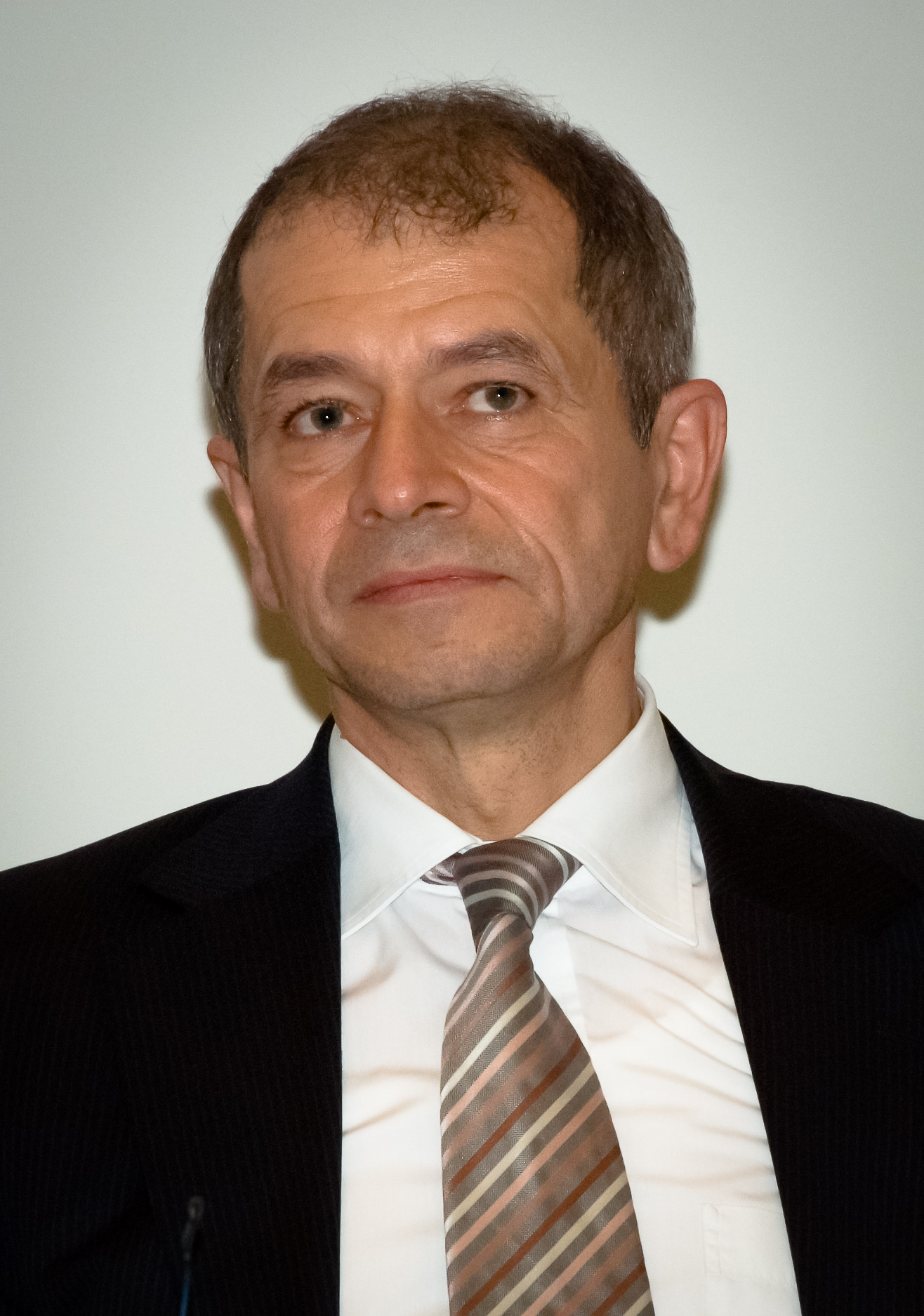
Antonio Loprieno (2008)

Antonio Loprieno (* 1955 in Bari) ist ein italienisch-schweizerischer Ägyptologe. Von 2005 bis 2015 war er Rektor der Universität Basel, von Dezember 2019 bis Ende 2020 Präsident der Jacobs University Bremen.

## Leben
Loprieno legte sein europäisches Abitur (Baccalauréat Européen) 1972 an der Europäischen Schule in Brüssel ab. Danach studierte er Ägyptologie, Sprachwissenschaft und Semitistik an der Universität Turin, wo er 1977 promoviert wurde und bis 1981 als Assistent tätig war. Danach ging er mit einem Stipendium der Alexander-von-Humboldt-Stiftung an die Universität Göttingen und habilitierte sich dort 1984. Von 1983 bis 1986 war er Dozent an der Universität Perugia, teilweise gleichzeitig von 1984 bis 1987 an der Universität Göttingen.
Die Universität Perugia ernannte ihn 1987 zum ausserplanmässigen Professor für hamito-semitische Sprachwissenschaft. Hier lehrte und forschte er, bis er von 1989 bis 2000 ordentlicher Professor für Ägyptologie und Leiter des Department for Near Eastern Languages and Cultures an der University of California in Los Angeles wurde. In dieser Zeit war er auch Gastprofessor an der Hebräischen Universität in Jerusalem, an der École Pratique des Hautes Études in Paris sowie an der Universität Heidelberg.
Im Jahre 2000 wurde Loprieno ordentlicher Professor für Ägyptologie an der Universität Basel und war dort auch zeitweise Studiendekan der Philosophisch-Historischen Fakultät, Präsident der Planungskommission und Präsident der Bibliothekskommission. Im Juli 2005 wurde er zum Rektor der Universität gewählt. Am 12. Februar 2015 gab Loprieno bekannt, dass er per 31. Juli 2015 von seinem Amt als Rektor zurücktreten und sich wieder vermehrt der Forschung und Lehre zuwenden werde.
Am 8. Mai 2008 wählte ihn die Rektorenkonferenz der Schweizer Universitäten (CRUS) zu ihrem Präsidenten. Am 1. August 2008 übernahm er das Amt von seinem Vorgänger Hans Weder. Am 1. Januar 2015 ging die CRUS in der neu gegründeten Rektorenkonferenz der schweizerischen Hochschulen (swissuniversities) auf, in welcher Loprieno seither die Kammer universitäre Hochschulen präsidierte. Loprieno ist Ehrenmitglied des Stiftungsrats der Schweizerischen Studienstiftung und Dr. h. c. der Université de Strasbourg.
Seit dem 1. Juli 2015 ist er Mitglied im Universitätsrat der Universität Zürich für die Amtsperiode 2015 bis 2019. Seit dem 1. August 2015 ist Loprieno Mitglied der Wirtschaftswissenschaftlichen Fakultät der Universität Basel, wo er auf den Gebieten akademisches Management und gesellschaftliche Organisation forscht. Dazu forscht und lehrt er auch weiter auf dem Gebiet der Ägyptologie und am nationalen Forschungsschwerpunkt Bildkritik (eikones) im Modul «Materialität und Semantik der Schrift». Seit dem 15. Januar 2016 präsidiert er den österreichischen Wissenschaftsrat.
Seit Mai 2018 ist Loprieno Präsident der Akademien der Wissenschaften Schweiz. Im gleichen Monat trat er das Amt des Präsidenten des europäischen Dachverbandes der Akademien der Wissenschaften ALLEA an. Im April 2018 wurde er zum Vorsitzenden des Board of Governors der Jacobs University Bremen gewählt. Am 12. November 2019 teilte die Jacobs University mit, dass Loprieno nach dem Rücktritt Michael Hülsmanns und auf Vorschlag der Findungskommission unter Lavinia Jacobs mit 1. Dezember 2019 in die Funktion des Präsidenten wechseln wird. Bereits nach einem Jahr legte er sein Amt Ende 2020 nieder.
Loprieno ist korrespondierendes Mitglied der Akademie der Wissenschaften zu Göttingen, des Deutschen Archäologischen Instituts und weiterer international bedeutender wissenschaftlicher Gesellschaften. 2017 wurde er zum Mitglied der Academia Europaea gewählt. Weiterhin ist er Mitherausgeber der Zeitschrift für Ägyptische Sprache und Altertumskunde (ZÄS) und der Zeitschrift Lingua Aegyptia – Journal of Egyptian Language Studies. (LingAeg).
Loprieno ist ferner ehrenamtlich Präsident des Kirchenvorstandes der Basler Chiesa evangelica di lingua italiana (Waldenser).

## Publikationen
- Das Verbalsystem im Ägyptischen und im Semitischen. Harrassowitz, Wiesbaden 1986, ISBN 3-447-02583-2.
- Topos und Mimesis. Zum Ausländer in der ägyptischen Literatur. Harrassowitz, Wiesbaden 1986, ISBN 978-3-447-02819-6.
- Ancient Egyptian - a linguistic introduction. Cambridge University Press, Cambridge 1995, ISBN 0-521-44849-2.
- Ancient Egyptian literature: History and Forms. Brill, Leiden 1996, ISBN 90-04-09925-5.
- La pensée et l'écriture: pour une analyse sémiotique de la culture égyptienne; quatre séminaires à l'École Pratique des Hautes Études, Section des Sciences Religieuses, 15-27 mai 2000. Cybèle, Paris 2012, ISBN 978-2-9516758-3-4.
- Vom Schriftbild. Rektoratsrede gehalten an der Jahresfeier der Universität Basel am 30. November 2007, Schwabe, Basel 2007, ISBN 978-3-7965-2414-1.
- Slavery and servitude (= UCLA Encyclopedia of Egyptology.). University of California Press, Los Angeles 2012, ISBN 978-0-615-21403-0.
- Von offener Universität (= Basler Universitätsreden. Band 113), Schwabe, Basel 2014, ISBN 978-3-7965-3383-9.
- Die entzauberte Universität. Europäische Hochschulen zwischen lokaler Trägerschaft und globaler Wissenschaft. Passagen Verlag, Wien  2016, ISBN 978-3-7092-0233-3.